# Felipe Garín Ortiz de Taranco
Felipe Garín Ortiz de Taranco (Valencia, 14 febbraio 1908 – Valencia, 7 giugno 2005) è stato uno storico dell'arte spagnolo.

## Biografia
Nato e cresciuto a Valencia, dal 1940 entra a far parte della Real Academia de Bellas Artes de San Carlos di cui fu anche presidente per oltre due decenni dal 1974 al 1999. Ha pubblicato numerosi libri, in particolare legati all'arte valenciana . 
Grazie alla sua duplice formazione giuridica e storica, ha potuto lavorare in entrambi i campi, ma i suoi interessi lo hanno portato alla storia, e in particolare alla storia dell'arte, alla quale si è dedicato completamente. È stato professore di Storia dell'Arte presso le Facoltà di Geografia e Storia e presso la Scuola di Belle Arti di Valencia, di cui è stato direttore. Successivamente è stato decano della Facoltà di Filosofia e Lettere dell'Università di Valencia (1972-1973) .
È stato presidente della Reale Accademia di Belle Arti di San Carlos dal 1974, membro fondatore e delegato per il Regno di Valencia dell'Associazione Spagnola degli Orientalisti e direttore della rivista Archivio di Arte Valenciano. È stato membro ilustre del Colegio Oficial de Doctores y Licenciados en Filosofía y Letras y Ciencias Universidad de Valencia e responsabile del Servicio de Información Artística, Arqueológica y Etnológica; è stato inoltre presidente della Comisión Provincial de Monumentos Históricos y Artísticos de Valencia (Commissione Provinciale dei Monumenti Storici e Artistici di Valencia). È stato anche membro dell'Accademia Reale di Cultura Valenciana e dell'Istituto Alfonso el Magnánimo .
È stato anche membro corrispondente dell'Accademia Reale di Storia; dell'Accademia Reale di Belle Arti di San Fernando a Madrid; dell'Accademia Reale di Belle Arti di San Jorge a Barcellona; dell'Accademia Reale di Belle Arti di Santa Isabel de Hungría a Siviglia; dell'Accademia Reale Ispanoamericana di Cadice; dell'Accademia di Belle Arti Vélez de Guevara di Ecija (Siviglia) .  
Era profondamente radicato nella vita sociale e culturale del suo quartiere, il Barrio del Carmen di Valencia, dove trascorse tutta la vita. Nel suo lavoro ha difeso la ristrutturazione del centro storico della città, rispettando il valore storico dei suoi monumenti, che in molte occasioni è servito a salvare pezzi di grande valore artistico nella ristrutturazione degli edifici del quartiere antico. Suo figlio Felipe Garín Llombart è stato direttore del Museo del Prado (1991-1993), direttore dell'Accademia di Spagna a Roma e anche direttore del Museo di Belle Arti di Valencia tra il 1969 e il 1990.  

## Opere
- Aspectos de la arquitectura gótica valenciana, Valencia, T. Pedro Pascual, 1935. (1935)
- La Academia valenciana de Bellas Artes (tesis doctoral), Valencia, Real Academia de San Carlos, 1945. (1945)
- Pintores del mar, Valencia, Institución Alfonso el Magnánimo, 1950 (1950)
- Catálogo del Museo de Bellas Artes de Valencia (1954)
- Valencia monumental (1959)
- Catálogo monumental de la provincia de Valencia
- Catálogo monumental de la ciudad de Valencia
- Historia del Arte de Valencia
- Yañez de la Almedina, pintor español
- Mi siglo XX Memorias
- Libro de Horas de Felipe el Hermoso

## Premi e riconoscimenti
- Cruz de Alfonso X el Sabio 1945
- Premi 9 Octubre: Distinción de la Generalitat Valenciana al Mérito Cultural, 1995 [4]
- Accésit del Premio Nacional de Literatura, por la sección de crítica de arte, en 1945.
- Premio “Cerdá Reig” de Investigaciones Científicas de la Delegación del CSIC, en 1964.
- Premiado por la Diputación Provincial de Valencia, dentro de la línea de investigación “Gótico valenciano y arte del siglo XVIII”, realizada en el departamento de la facultad y servicio de estudios artísticos, en 1965.
- Medalla de Oro de la Delegación Provincial del Ministerio de Cultura, en 1980.
- Medalla de Oro de la Facultad de Bellas Artes de Valencia, en 1982.
- Premio Nacional del Colegio de Doctores de España, en 1982.
- Medalla de Oro al Mérito Cultural de la Delegación en Valencia del Ministerio de Cultura, en 1984.
- Medalla de Oro de la Universidad Politécnica de Valencia, en 1988.
- Medalla al Mérito de las Bellas Artes concedida por la Academia de San Carlos, en 1994.